# Кучерявець шорсткий
Кучерявець шорсткий, тринія щетиниста (Trinia hispida) — вид рослин з родини окружкових (Apiaceae).

## Опис

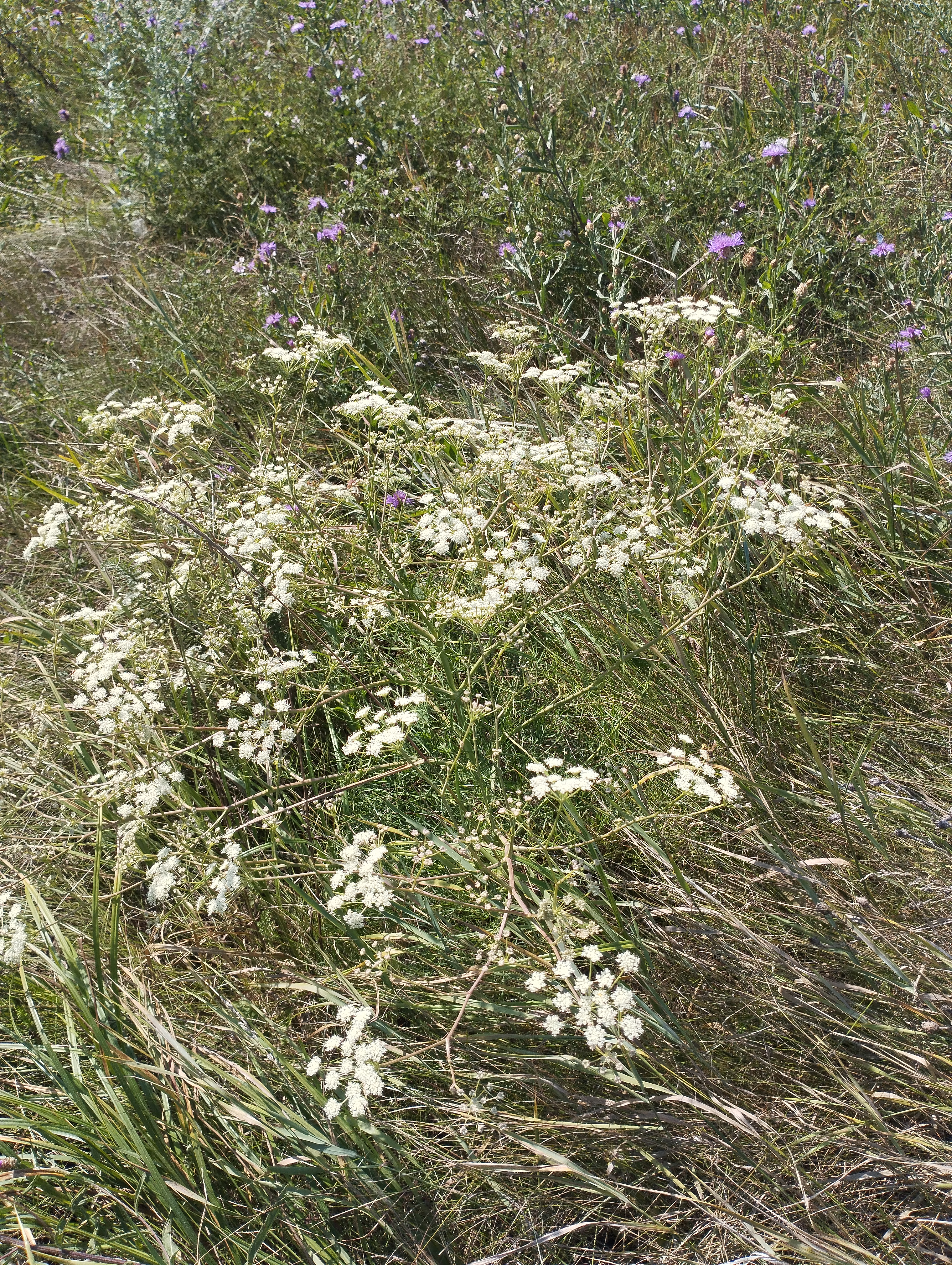
Кучерявець шорсткий в Кропивницькому районі

Багаторічна рослина висотою 15–60 см. Рослини шорстко-волосисті або майже голі, стебло кутасте, від основи гіллясте. Прикореневі листки в контурі трикутно-яйцеподібні, 2–3-перисторозсічені, з короткими (10–15 мм завдовжки) лінійними (0.5–1 мм завширшки) сегментами. Зонтики 4–8-променеві.

## Поширення
Поширений в Україні, на півдні європейської частини Росії, у Казахстані.
В Україні зростає у степах, на сухих кам'янистих схилах, зростає поодиноко — у південно-східній частині (Луганська, Донецька, Запорізька, Дніпропетровська, Херсонська області й Крим).